# Ampullome
 (mars 2023).
L'ampullome est une tumeur maligne de l'ampoule de Vater. La classification internationale des maladies ICD-11 est 2C16.0.

## Symptômes
L'ampullome provoque une obstruction de la voie biliaire et/ou pancréatique. Il en résulte principalement un ictère, fluctuant au début car la tumeur obstructive se nécrose facilement. On peut également noter des signes d'angiocholite et de pancréatite. Enfin, la tumeur peut saigner à bas bruit dans le tube digestif et provoquer une légère anémie ferriprive.

## Diagnostic
- Biologie: cholestase et anémie ferriprive
- Echographie: dilatation des voies biliaires
- Endoscopie et biopsie

Il est parfois difficile d'effectuer le diagnostic différentiel avec les autres tumeurs de la région duodéno-pancréatique:
- cholangiocarcinome du bas cholédoque
- adénocarcinome de la tête du pancréas
- adénocarcinome du duodénum

## Traitement
Le traitement est chirurgical. Selon la taille de la tumeur, il sera curatif ou palliatif. Le traitement curatif est l'opération de Whipple ou duodénopancréatectomie céphalique. Le traitement palliatif consiste à permettre aux sécrétions biliaires d'atteindre le duodénum, soit via une endoprothèse, soit via une dérivation biliodigestive.

## Résultats
La survie à 5 ans des opérations curatives est de plus de 50%, ce qui fait de l'ampullome la tumeur maligne avec le meilleur pronostic dans la région duodéno-pancréatique.